# 大和日英基金
大和日英基金（だいわにちえいききん Daiwa Anglo-Japanese Foundation）は、イギリスの非営利団体で、日英関係の個人や組織に対し、助成を行っている。大和証券の寄付により1988年に設立された。ロンドンの13コーンウォール・テラス (Cornwall Terrace) 、Daiwa Foundation Japan Houseに本部を置く。東京支部は東京都千代田区五番町12-1にある。